# Nicole Haislett
Nicole Lee Haislett Bacher (São Petersburgo, 16 de dezembro de 1972) é uma ex-nadadora norte-americana, ganhadora de três medalhas de ouro em Jogos Olímpicos. 
Foi a primeira americana a vencer uma nadadora da Alemanha Oriental nos 100 metros livres desde os Jogos Olímpicos de 1972 em Munique. Ela obteve o feito nos Jogos da Boa Vontade de 1990, realizados em Seattle.